# Черныш, Михаил Фёдорович
Михаи́л Фёдорович Черны́ш (род. 26 августа 1955) — советский и российский социолог, специалист в области социальной мобильности и изучения социальной структуры общества. Доктор социологических наук, профессор, член-корреспондент РАН (2019). С 2021 года директор Федерального научно-исследовательского социологического центра (ФНИСЦ РАН). Декан социологического факультета Государственного академического университета гуманитарных наук (с 2019).

## Биография
Окончил Московский институт иностранных языков (1977) и постдокторантуру Калифорнийского университета в Беркли (1989). С 1985 года работает в Институте социологии АН СССР (РАН), первый заместитель директора по координации научной и научно-образовательной работы, руководитель сектора социальной мобильности, заместитель председателя учёного совета и председатель диссертационного совета в Федеральном научно-исследовательском социологическом центре РАН
С 1998 года преподаёт в ГАУГН (заведующий кафедрой общей социологии, декан социологического факультета), член учёного совета ГАУГН. Разработал профильные курсы «Общая социология», «Конструирование инструмента социологического исследования» и другие. 
В 2005 году защитил диссертацию на соискание учёной степени доктора социологических наук по теме «Социальные институты и мобильность в трансформирующемся обществе» (специальность 22.00.04 — социальная структура, социальные институты и процессы); научный консультант — доктор философских наук, профессор З. Т. Голенкова; официальные оппоненты — академик РАН, доктор экономических наук Т. И. Заславская, доктор философских наук, профессор А. Г. Здравомыслов и доктор социологических наук Л. А. Беляева; ведущая организация — кафедра социологии МГИМО.
Входит в состав редакционной коллегии «Социологического журнала», заместитель главного редактора журнала «Мир России». Член президиума ВАК при Минобрнауки России, первый федеральный вице-президент Российского общества социологов и Сообщества профессиональных социологов. Член экспертного совета РФФИ.

## Научная деятельность
Основные научные результаты: исследованы устойчивые формы социальной мобильности и, прежде всего, потоки мобильности, формируемые под влиянием изменяющихся социальных институтов; выдвинута и доказана гипотеза об изменениях в структуре мобильности в российском обществе, принимающей форму многомерных взаимообусловленных перемещений в социальном пространстве; исследовано влияние культурных факторов на мобильность в разных измерениях, отражающее реальности социокультурной трансформации российского общества; доказана необходимость изменения основополагающих подходов к изучению мобильности в обществах позднего модерна; разработана концепция «замещающей мобильности» как одного из сценариев трансформации социальной структуры российского общества, включая становление новых её элементов — среднего класса, управленцев в негосударственном секторе экономики, работников информационной сферы; разработана концептуальная основа исследований социальной справедливости, проведены исследования, обосновывающие множественность представлений о справедливости, их ситуационную обусловленность и зависимость от принадлежности к социальной группе; разработаны новые подходы к комплексному изучению гражданской культуры в российском обществе и система показателей, позволяющая рассматривать гражданскую культуру как продукт структурных характеристик общества, работы его социальных, экономических и политических институтов.
С 1990 года руководил масштабными долговременными международными проектами, в частности, мониторинговым исследованием «Социальные различия в современном обществе», включающем в себя четыре волны.

## Сочинения
Автор и соавтор 156 научных работ, в том числе 5 монографий.
- Социальные институты и мобильность в трансформирующемся обществе. — М.: Гардарики, 2005. — 253 с. — ISBN 5-8297-0259-2.
- Ленинское понятие класса как опыт политической концептуализации // Социологические исследования. — 2020. — 27 апреля.